# Lodine
Lodine (sardinsky: Lodìne) je italská obec (comune) v provincii Nuoro v regionu Sardinie. Nachází se ve výšce 884 metrů nad mořem a má 305 obyvatel. Rozloha obce je 7,70 km².